# Antoni Lucchetti i Farré
Antoni Lucchetti i Farré (Barcelona, 11 de setembre de 1940) és un actor, director de cinema, advocat i polític català, germà dels també actors Francesc i Alfred Lucchetti i Farré.

## Biografia
Llicenciat en ciències econòmiques i en dret, i doctor en Història Econòmica. De 1962 a 1975 fou director comercial d'una empresa del ram de l'electrònica, el 1976 fou economista per al ministeri de Comerç i Turisme d'Espanya i de 1976 a 1980 per a la Comissió Obrera Nacional de Catalunya.
El 1963 començà treballant amb els grups del teatre independent El Camaleó i La Pipironda. El 1968 va realitzar amb Agustí Coromines i Casals el curtmetratge de denúncia No se admite personal, on mostrava als aturats de Barcelona que esperaven que se'ls donés feina a la Plaça d'Urquinaona.
Alhora milità en el PSUC, del que el 1977 en fou nomenat membre del comitè central, del comitè executiu i del secretariat. Fou elegit diputat a les eleccions al Parlament de Catalunya de 1980 i 1984 formà part de la comissió mixta de valoracions dels traspassos del Parlament de Catalunya. De 1984 a 1986 fou director dels Serveis d'Hisenda de l'Ajuntament de Santa Coloma de Gramenet. Va ser regidor per Iniciativa per Catalunya a l'Ajuntament de Barcelona durant dos mandats (1986-1994).
Durant la crisi del PSUC dels anys 1980 va donar suport al secretari general Francesc Frutos i Gras, i des del 1986 a Rafael Ribó i Massó. Quan el sector més prosoviètic abandonà el PSUC per a fundar el Partit dels Comunistes de Catalunya va romandre fidel al PSUC i continuà com a membre del Comitè Central. Fou regidor de l'ajuntament de Barcelona de 1987 a 1995, on destacà per la seva actitud crítica al projecte de Barcelona Olímpica de Pasqual Maragall. Des de 1995 fins a 2006 ha estat professor del Departament d'Història i Institucions Econòmiques de la Universitat de Barcelona.
El 1996 la seva actitud crítica a Iniciativa per Catalunya el va dur a promoure una candidatura alternativa en la IV Assemblea d'IC i a la fundació de PSUC viu. A les eleccions al Parlament de Catalunya de 1999 va promoure la candidatura d'Esquerra Unida i Alternativa amb Izquierda Unida, el PCC i PSUCviu, però no fou escollit.
Actualment exerceix com advocat penalista i és membre del Grup CATORZEDABRIL, dedicat al teatre de la memòria històrica. Segueix militant al PSUCViu.